# Teoria de códigos
A teoria de códigos é o estudo das propriedades dos códigos e sua adequação para uma aplicação específica. Os códigos são usados na compressão de dados, na criptografia, na correção de erros e mais recentemente também para a codificação de rede.